# Harmanus Hendrikus Baanders

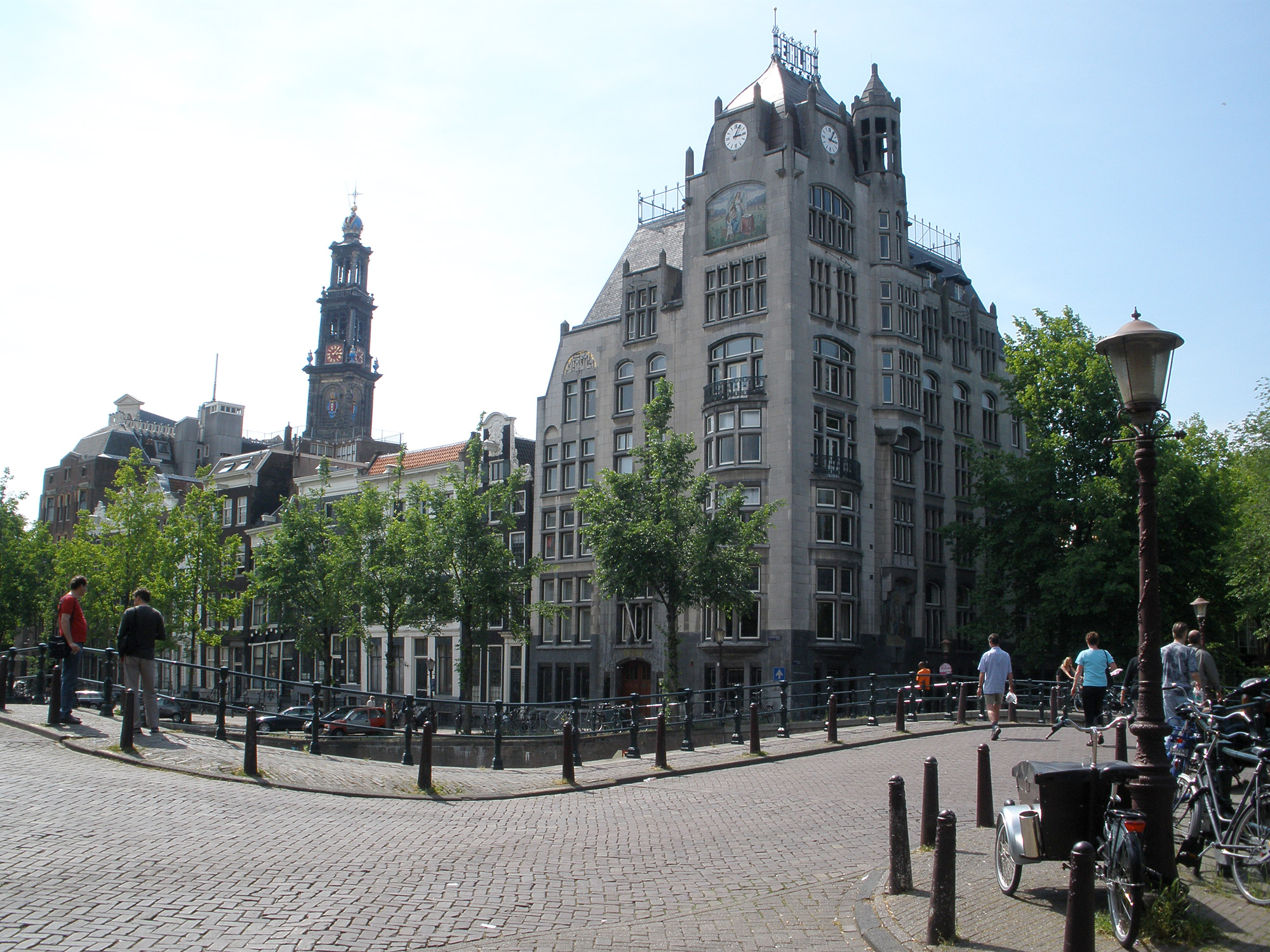
Het Astoria in Amsterdam

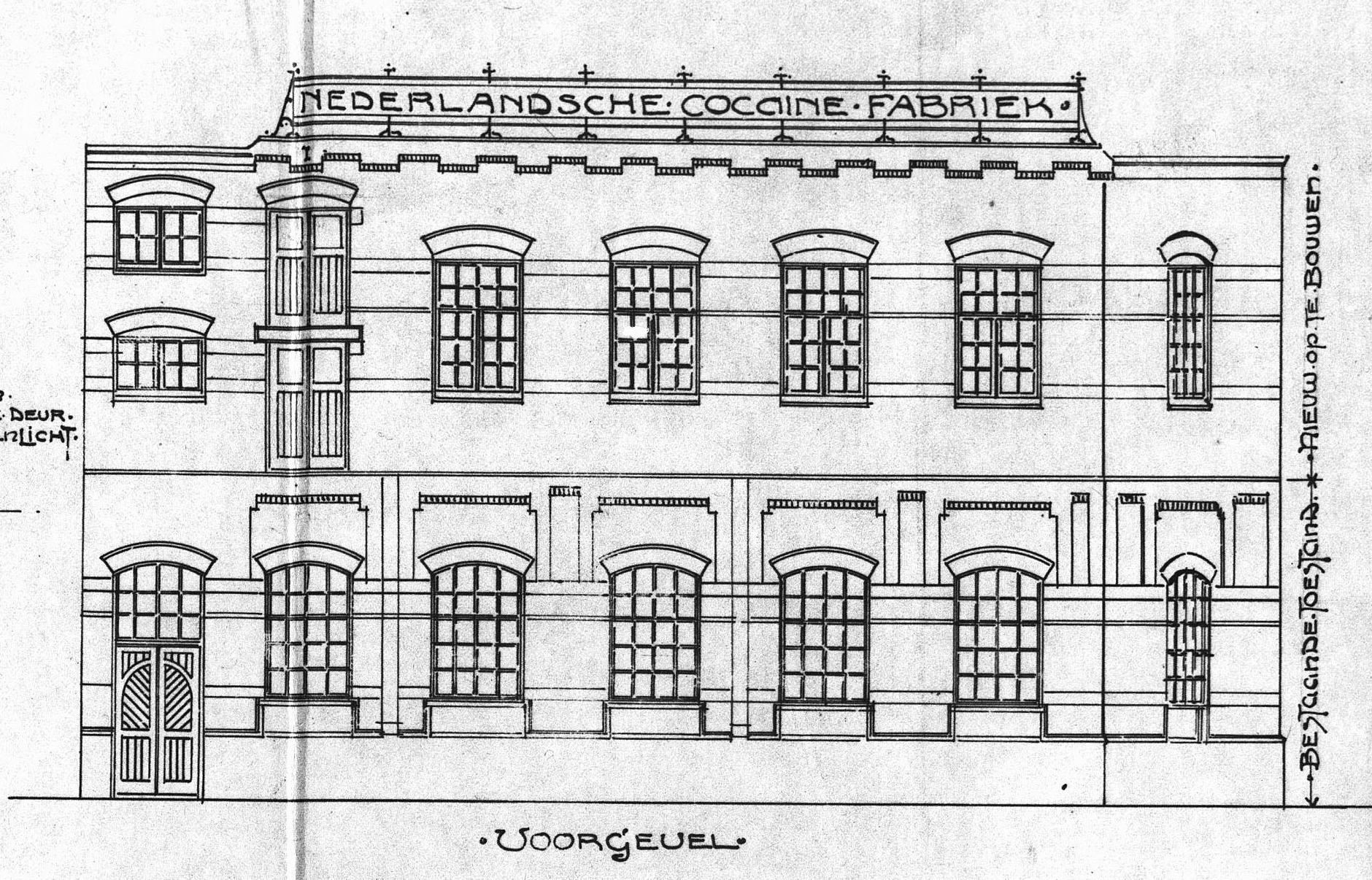
Ontwerp voor de vergroting van de Nederlandsche Cocaïnefabriek (1902)

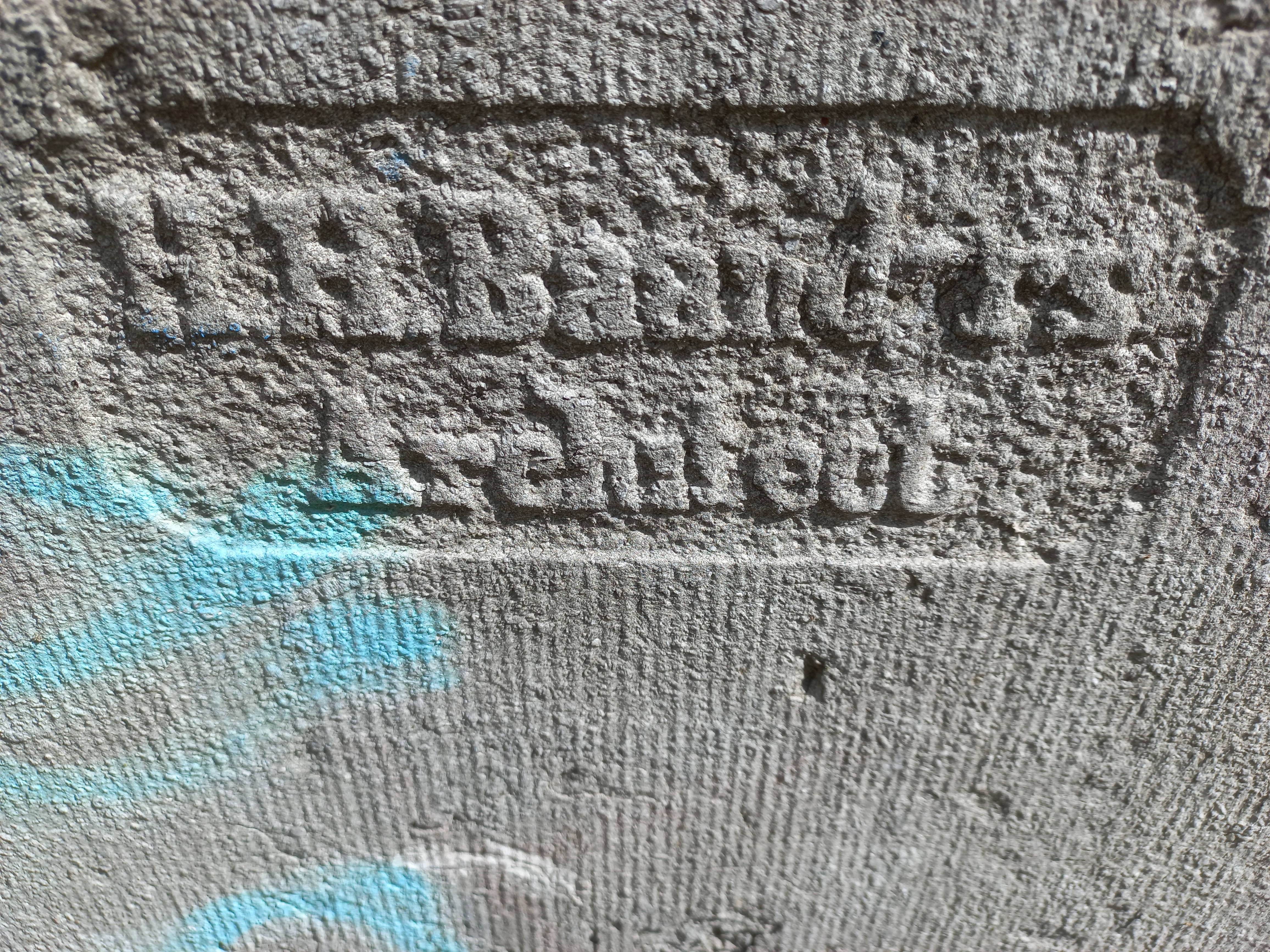
Architectensteen Nicolaas Witsenkade 33-36, Amsterdam (juni 2024)

Harmanus Hendrikus Baanders, ook Hermanus Hendrikus (Zutphen, 17 januari 1849 – Amsterdam, 31 maart 1905), bekend als H.H. Baanders, was een Nederlands architect, voornamelijk actief in Amsterdam.

## Leven en loopbaan
Baanders was geboren en getogen in Zutphen als zoon van een wever. Hij leerde het timmermansvak. In 1871 verliet hij Zutphen en trok naar de hoofdstad Amsterdam. Daar werkte hij als timmerman en studeerde 's avonds bouwkunde aan de Industrieschool van de Maatschappij voor den Werkenden Stand. De eerste vernoeming van Baanders als architect was rond 1885, hoewel het eerste ontwerp dat we van hem kennen — een huis aan de Swammerdamstraat in Amsterdam — uit ca. 1880 stamt. Waarschijnlijk ontwierp hij dit huis terwijl hij nog studeerde.
Hij werkte eerst voor andere architecten maar vestigde zichzelf rond 1890 als onafhankelijk architect. Zijn eerste commissies waren voornamelijk huizen in de nieuwe woonwijken van Amsterdam die rond het oude stadshart werden aangelegd en uitgebreid. Ook ontwierp hij fabrieken en andere industriële gebouwen. 
In 1889 werd hij uitgenodigd om lid te worden van het architectengenootschap Architectura et Amicitia. Hierna wist hij veel prestigieuzere commissies binnen te halen, beginnend met een huis aan Lauriergracht 122 in 1889. In deze latere periode ontwierp hij veel villa's en herenhuizen in de welgestelde delen van de stad, zoals de straten rond het  Vondelpark en Concertgebouw. Ook ontwierp hij grote huizenblokken. In zijn laatste jaren (1904–1905) werkte hij samen met Gerrit van Arkel. Ze ontwierpen samen onder meer het Astoria, een van de eerste kantoorgebouwen van Nederland.
Baanders' architectenbureau lag aan de Jan van der Heydenstraat 185 in Amsterdam. In 1893 verhuisde het bureau naar Sarphatipark 125 en uiteindelijk, in 1904, naar Ruysdaelkade 27. Baanders had ook een werkplaats aan Reguliersgracht 50.
Hij bleef tot zijn dood in Amsterdam, met uitzondering van een korte periode in Baarn rond 1885. 

### Familie
In 1875 trouwde hij met Lena van den Berg (1848–1914) in Rotterdam. Ze kregen acht kinderen. Vanaf 1903 werkte hij nauw samen met zijn oudste zoon, Herman Ambrosius Jan Baanders (1876–1954), die het bedrijf overnam na zijn dood in 1905. 
Herman Ambrosius Jan Baanders en zijn broer Jan Baanders waren vooraanstaande architecten van de Amsterdamse School en ontwierpen samen onder meer het Blauwe Theehuis in het Vondelpark. Herman Ambrosius Jan Baanders ontwierp ook het Amsterdams Lyceum. In 1953 werd de zaak overgenomen door Jan Baanders Sr. oudste zoon, Jan Baanders Jr.

## Werk
Zoals veel andere architecten van de fin de siècle had Baanders een eclectische en historiserende stijl. Zo gebruikte hij bijvoorbeeld een traditionele Nederlandse gevel zoals een halsgevel, maar combineerde die met elementen uit de jugendstil, dat in die tijd heel nieuw en modern was. Ondanks deze jugendstilelementen was zijn werk gegrond in de neorenaissance van de 19e eeuw, dat gekenmerkt was door veel detaillering.
Zijn meest prestigieuze ontwerp was het Astoria (1904–1905), een jugendstil-kantoorgebouw aan Keizersgracht 174-176 in Amsterdam, gebouwd als hoofdkwartier van de Eerste Hollandsche Levensverzekerings Bank. Het Astoria, met zes etages en een maximale hoogte van 37 meter, was een van de eerste kantoorgebouwen in Nederland. Baanders ontwierp het gebouw samen met Gerrit van Arkel.  In 2001 kreeg het gebouw status als rijksmonument. Een ander ontwerp van Baanders en Van Arkel, een dubbel woonhuis aan Korte Marnixkade 4 (1893), is ook aangewezen als rijksmonument.
Baanders ontwierp ook een reeks woonhuizen met winkels aan de Leliegracht. Daarnaast tekende hij de Nederlandsche Cocaïnefabriek (1900, vergroot in 1902) dat in 1910 de grootste cocaïnefabriek ter wereld zou zijn geweest.
Zijn zoons Herman Ambrosius Jan Baanders (1876–1954) en Jan Baanders (1884–1966) waren vooraanstaande architecten van de Amsterdamse School. Zijn dochter Tine Baanders (1890–1971) was een bekend grafisch ontwerper. Ook zijn kleinzoon Jan Baanders Jr. werd architect en zette het bureau voort, in dit familiebedrijf zijn drie generaties Baanders werkzaam zijn geweest.

### Gebouwen
Een selectie van gebouwen in Amsterdam ontworpen door Baanders:
- Huis aan Lauriergracht 122 (1889)
- Dubbelhuis aan Korte Marnixkade 4 (1893), ontworpen samen met Gerrit van Arkel
- Huis aan Leliegracht 24 (1895)
- Huis aan Leliegracht 12 (1896)
- Huis aan Schippersgracht 5 (1897)
- Huis aan Leliegracht 22 (1899)
- Nederlandsche Cocaïnefabriek aan Eerste Schinkelstraat 30 (1900)
- Dubbelhuis aan Paulus Potterstraat 40-42 (1901)
- Drie villa's aan Van Eeghenstraat 84-88 (1902)
- Huis aan Vijzelgracht 27 (1902)
- Huis aan Leliegracht 31 (1903–1904)
- Astoria-gebouw aan Keizersgracht 174-176 (1904–1905),  ontworpen samen met Gerrit van Arkel